# Apophua aquilonia
Apophua aquilonia är en stekelart som först beskrevs av Setsuya Momoi 1963.  Apophua aquilonia ingår i släktet Apophua och familjen brokparasitsteklar. Inga underarter finns listade i Catalogue of Life.